# Ивана Петерс
Ивана Петерс (такође позната и као Ивана Негатив; 22. августа 1974) српска је поп и рок певачица, музичар, композитор, текстописац и кантаутор. Прославила се као певачица две групе: „Тап 011“ (1994—1999) и „Негатив“ чији је фронтмен.
Са групом „Негатив“ је победила на Беовизији 2004. године, а била је ауторка песме “Goodbye (Shelter)” која је представљала Србију на Песми Евровизије 2016. у извођењу Сање Вучић.

## Биографија
Рођена је као Ивана Павловић  22. августа 1974. године. Похађала је основну школу „25. мај“ на Новом Београду (данас „Душко Радовић“). Такође је завршила је средњу музичку школу и гимназију, а са 15 година почиње да пева у групи под називом Who is the best, која се претежно бавила реп музиком, и са којима је снимила два албума.
На „Београдском шлагеру 94“ је заменила Мадам Пијано, након чега је скренула пажњу на себе. Гане Пецикоза, менаџер групе Тап 011 доводи је у групу, где је заједно са Гоцом Тржан била женски вокал, у групи чији су чланови још били и Петар Ступар, Ђорђе Пајовић и Милан Бојанић. Са групом „Тап 011“ снимила је 3 албума и учествовала на бројним фестивалима.
Након одласка из групе променила је жанр, поставши главни вокал рок састава Негатив, са којим је до сада снимила четири албума. Групу Негатив, поред Иване, чине:
- Никола Радаковић - Џони, гитара
- Милан Златановић - Змолен, бас
- Дарио Јаношевић, бубњеви

Овај бенд је већ првим синглом ”Ја бих те сањала”, са албума првенца названог ”Негатив” (1999), скренуо пажњу свих медија и шире публике на себе. Са Иваниним гласом и бунтовничким ставом и енергијом осталих момака бенда, Негатив је постао један од популарнијих домаћих бендова.
Бенд је, затим, кренуо на врло успешну турнеју и после дуже паузе издао албум „Ни овде ни тамо“ (2003). Ивана је изненадила фанове својим стајлингом (кратка црвена коса), а албум је донео мало тврђи звук.
После паузе, Негатив се успешно појављује на фестивалу „Беовизија“ са хит синглом „Збуњена“. То је уједно била и најава новог албума „Танго“ (2004), који се одлично показао код публике. Бенд је потом припремао нове песме које су се, после паузе од пет година, појавиле крајем јануара 2009. године, а на фестивалу у Врњачкој Бањи 2008. Негатив је премијерно извео један нови сингл, назван „Јулија“.
Априла 2009. излази пет година очекивани нови албум, „Спусти ме на земљу“.
Ивана Петерс је написала песму “Goodbye (Shelter)” која је представљала Србију на Песми Евровизије 2016. у Стокхолму у извођењу Сање Вучић.
Из брака са Александром Петерсом, некадашњим чланом групе „Саншајн“, има кћерку Сару.

## Фестивали
МЕСАМ:
- Хит (са групом Тап 011), '95
- Твоја мала лујка (са групом Тап 011), '96

Пјесма Медитерана, Будва.
- Мода од лабуда (са групом Тап 011), '97

Сунчане скале, Херцег Нови:
- Можда ти се врати као Леси (са групом Тап 011), '97

Беовизија:
- Збуњена (са групoм Негатив), победничка песма, 2004
- Права ствар (са групoм Негатив), треће место, 2007
- С тобом бих остала (са групoм Негатив), награда за интерпретацију, 2008

Европесма / Европјесма:
- Збуњена (са групом Негатив), четврто место, 2004

Београдско пролеће:
- Као јабука / Ја сам само дете (Дечје београдско пролеће), 2021
- Круг другарства (Дечје београдско пролеће), 2023
- Све је до нас (Дечје београдско пролеће), 2024